# Jan van Rymsdyk

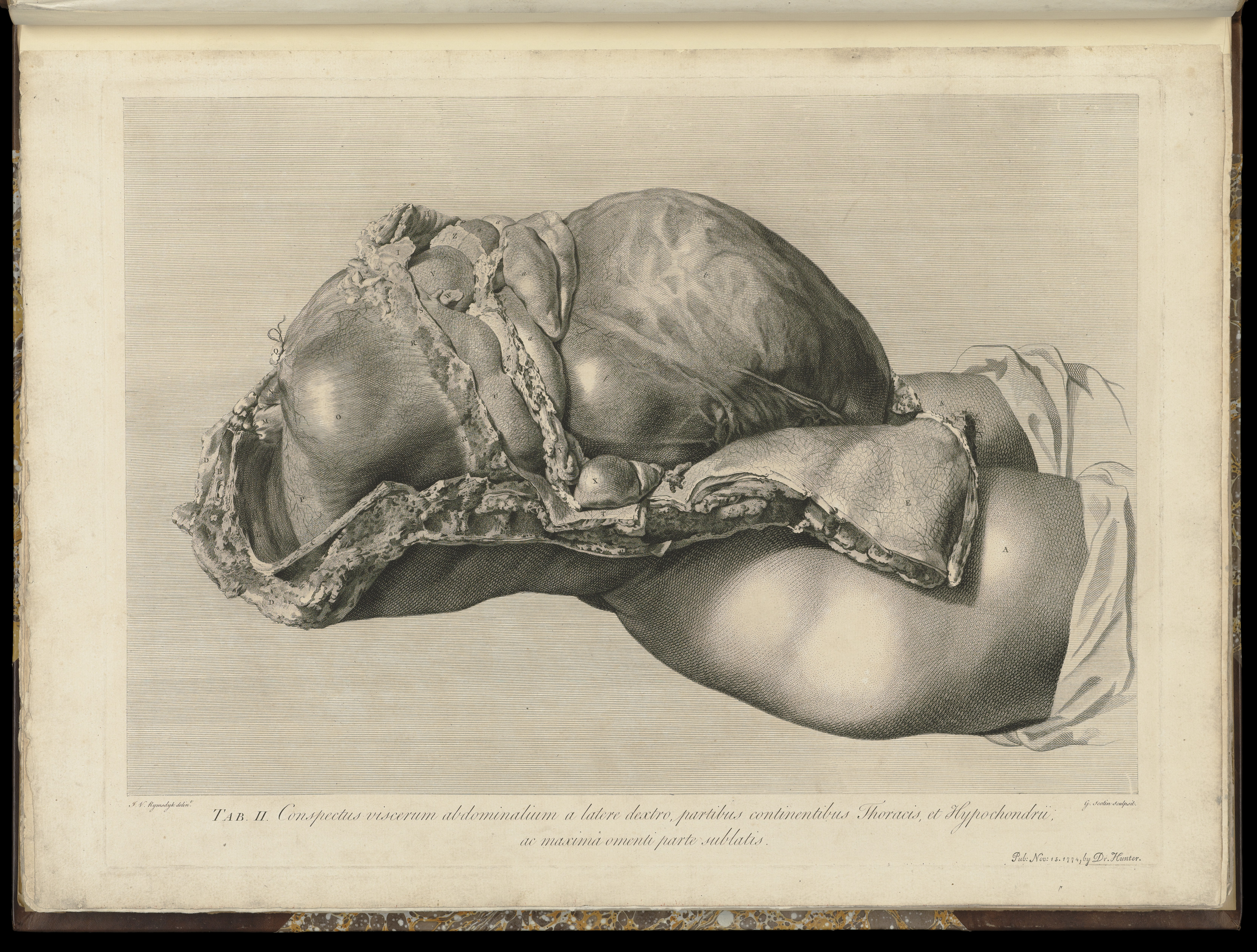
Disección del abdomen de una mujer embarazada, mostrando el útero hinchado y las vísceras. Grabado en placa de cobre. Placa II del manual Anatomia Humani Gravidi Uteri de William Hunter (1774)

Jan van Rymsdyk (también Joannes Van Rijmsdijck, Riemsdyk, Remsdyk) fue un pintor y grabador del siglo XVIII, nacido entre 1700 y 1730 en probablemente en Holanda, y fallecido entre 1788 y 1790. Conocido principalmente por su aportación a la medicina anatómica del siglo XVIII, especialmente por las ilustraciones y grabados sobre el útero publicadas en el manual de obstetricia Anatomia Humani Gravidi Uteri de William Hunter. Este manual, gracias a la calidad de sus ilustraciones, fue muy importante en la integración de las técnicas de la anatomía en la práctica obstétrica. Las ilustraciones de Rymsdyk fueron utilizadas ampliamente en la enseñanza, exponiéndolos en las salas de disección y en los auditorios de numerosas universidades y hospitales durante muchas décadas.

## Obra
Poco se sabe del trabajo que realizó Rymsdyk antes de 1750, cuando empezó a realizar dibujos anatómicos para William Hunter. Se supone, debido a la calidad de sus dibujos, que se dedicó a la técnica del grabado y el dibujo anatómico antes de 1750, pero no se han encontrado dibujos originales anteriores a esta fecha. Su habilidad le llevó a trabajar con William Hunter, y ejecutó algunos de los grabados para Anatomia Humani Gravidi Uteri de Hunter, ilustrado en un período de 24 años y publicado en 1774. Hasta la fecha se habían tomado como modelos mujeres embarazadas vivas en apariencia, y los artistas utilizaban la memoria o la imaginación para realizar las ilustraciones, por lo que este manual marcó un hito en la historia de la anatomía ya que de los primeros que representó imágenes de cadáveres de mujeres embarazadas reales, en tres dimensiones, y con un alto nivel de realismo. Otros manuales de la época que incluyeron este tipo de ilustraciones fueron el Tabulae septem uteri mulieris gravidae cum jam parturiet mortuae de Albinus (1747) y el Dissertatio anatomico-pathologica qua uterus gravidus physiologice et pathologice consideratus exposita simul ejus structura sinuosa et orificiorum menses et lochia fundentium fabrica sistitur de Abraham Vater. El manual ilustrado de Hunter se editó en placas de cobre grabadas, y su elevado precio hizo que fuera poco accesible; especialmente para las matronas de la época.
Durante el mismo período estuvo trabajando en otras obras sobre anatomía humana principalmente con la técnica a media tinta como la Demonstrations of a pregnant uterus (1757) de Charles Nicholas Jenty o el manual Sett of Anatomical Tables (1754) de William Smellie, también sobre anatomía obstetrica, aunque de menor detalle anatómico ya que el objetivo de Smellie era producir ilustraciones para libros de texto.
Rymsdyk estuvo viviendo en Bristol algunos años desde 1758 hasta mediados de 1760, ya que existen algunos retratos pintados por él de miembros de la comunidad médica local y de otros personajes de la ciudad; así como un anuncio en un periódico local ofreciendo sus servicios como retratista. Este período fue uno de los intentos que hizo para dedicarse al retrato, aunque a duras penas subsistía con el retrato y tuvo que ganarse la vida principalmente gracias a las ilustraciones para manuales de medicina.
En 1778, con la ayuda de su hijo Andreas, publicó una serie de láminas de antigüedades y curiosidades en el Museo Británico, el cuan había abierto recientemente en 1759, y que titularon como Museum Britannicum (segunda edición revisada 1791). Esta colección de grabados y textos descriptivos la elaboraron en un período de seis años, y fue un proyecto autofinanciado que vendían por suscripción. Es en los pie de página de esta obra es donde encontramos comentarios del autor sobre su frustración por no poder dedicarse al arte y tener que subsistir realizando ilustraciones científicas.

## Galería
|                                                                   |
| Placa I de Anatomia Uteri Humani Gravidi (1774) de William Hunter |

|                                                                    |
| Placa VI de Anatomia Uteri Humani Gravidi (1774) de William Hunter |

|                                                                      |
| Placa VIII de Anatomia Uteri Humani Gravidi (1774) de William Hunter |

|                                                                    |
| Placa XI de Anatomia Uteri Humani Gravidi (1774) de William Hunter |

|                                                                      |
| Placa XIII de Anatomia Uteri Humani Gravidi (1774) de William Hunter |

| |
| Placa XXIV de Anatomia Uteri Humani Gravidi (1774) de William Hunter, Disección de coriones en las primeras etapas del embarazo. |

| |
| Sección transversal de un útero grávido con gemelos, realizado para el Sett Of Anatomical Tables de William Smellie. |

|                                                             |
| Portada del libro de curiosidades Museum Britannicum (1778) |